# Amphipolis

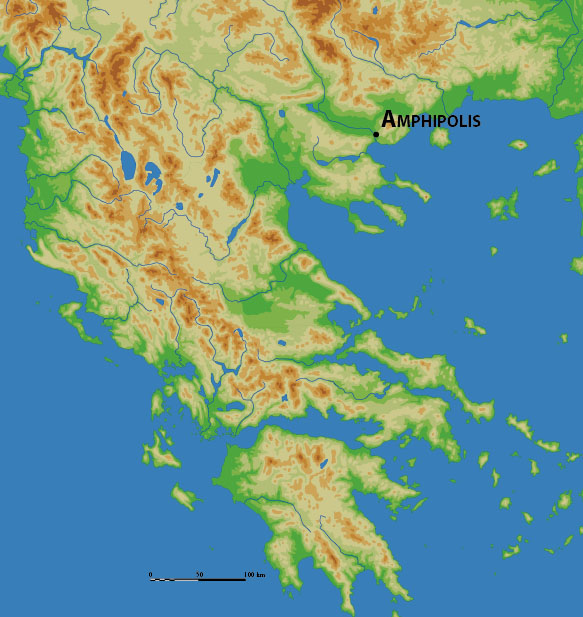

Amphipolis (Oudgrieks: Ἀμφίπολις, Amphípolis) was een oude handelsstad, gebouwd op de oostelijke oever van de rivier de Strymon, ongeveer vijf kilometer van de monding.

## Geschiedenis

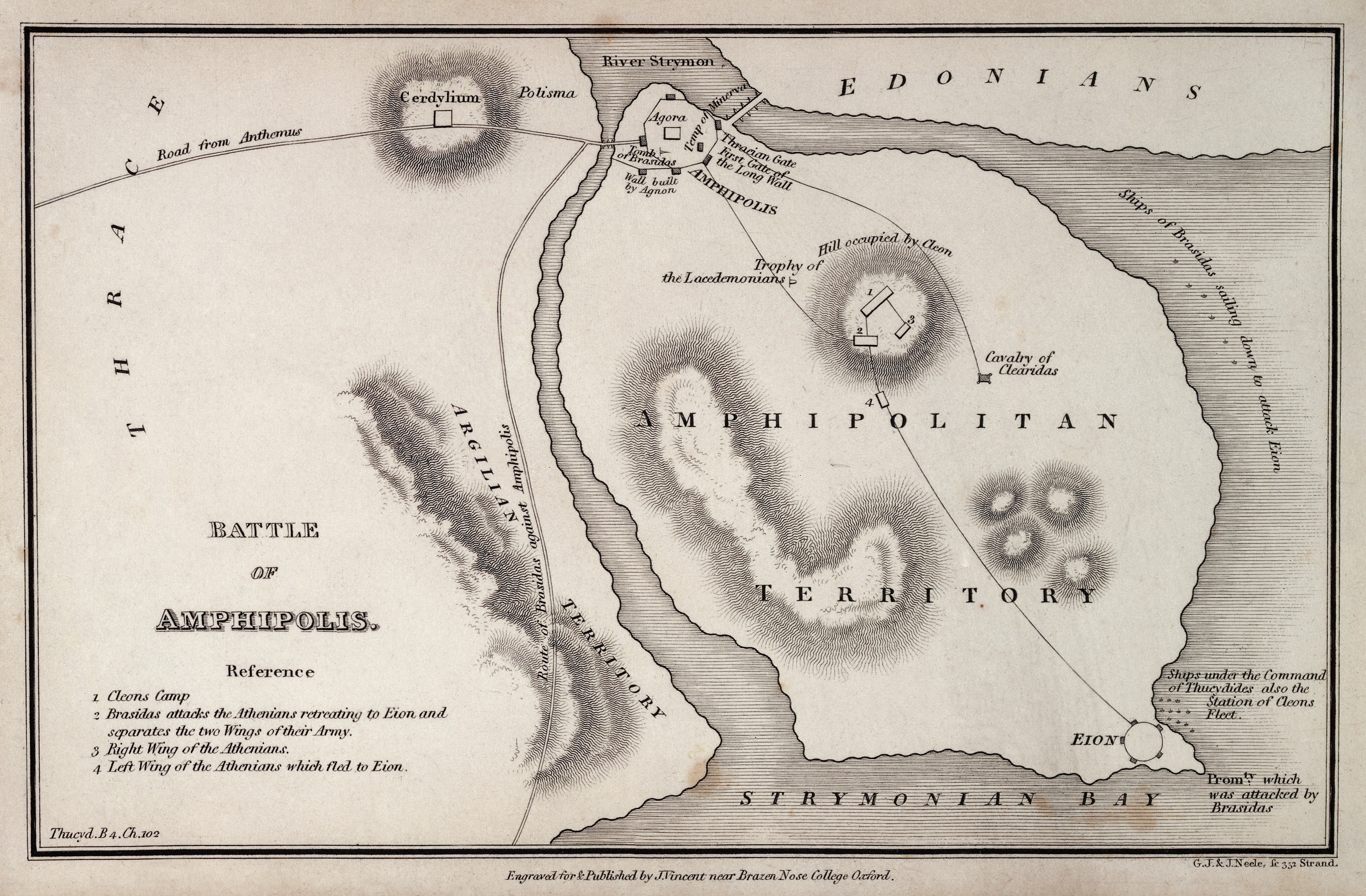
Plan van het oude Amphipolis en Cleons mislukte aanval

Het belang van de stad in de oudheid kwam door de nabijheid van natuurlijke hulpbronnen. In het nabijgelegen Pangaeus-gebergte lagen goud- en zilvermijnen, en uit de beboste omgeving kon hout worden aangevoerd (strategisch belang voor de bouw van oorlogsschepen). De stad beheerste ook de brug over de Strymon op de landroute van Griekenland naar de Hellespont.

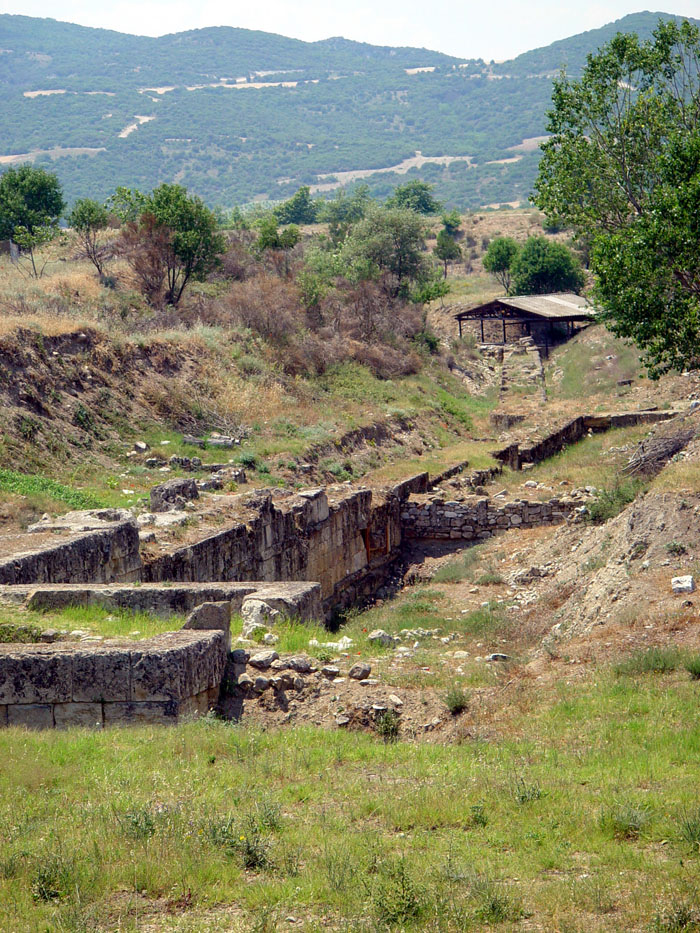
Fortificaties langs de Strymon

Oorspronkelijk was er een stad van de Thracische stam der Edoniërs, Ennea Odoi ("Negen Wegen") genaamd. De Perzische koning Xerxes I passeerde er tijdens Tweede Perzische Oorlog. Na een mislukte koloniseringspoging onder Aristagoras van Milete (497 v.Chr.) en opnieuw in 465 v.Chr., slaagden de Atheners er uiteindelijk in om de Thraciërs te verdrijven.   Het was Hagnon die in 437 v.Chr. de kolonie stichtte vanuit het naburige Eion.
Nauwelijks dertien jaar later, in 424 v.Chr., gaf de stad zich zonder strijd over aan Spartaanse invallers, onder leiding van Brasidas. De Atheense vlootaanvoerder Thucydides kon Eion nog redden maar kwam te laat voor Amphipolis. Hij werd voor twintig jaar verbannen en trok er dan maar op uit om historisch onderzoek te verrichten. Cleon leidde in 422 v.Chr. een onsuccesvolle heroveringsexpeditie. In deze Slag bij Amphipolis kwamen Brasidas en hijzelf allebei om. Een jaar later werd de vrede van Nicias afgesloten. Als onderdeel daarvan ging de stad terug over in Atheense handen, maar voortaan zou ze een meer onafhankelijke koers varen.

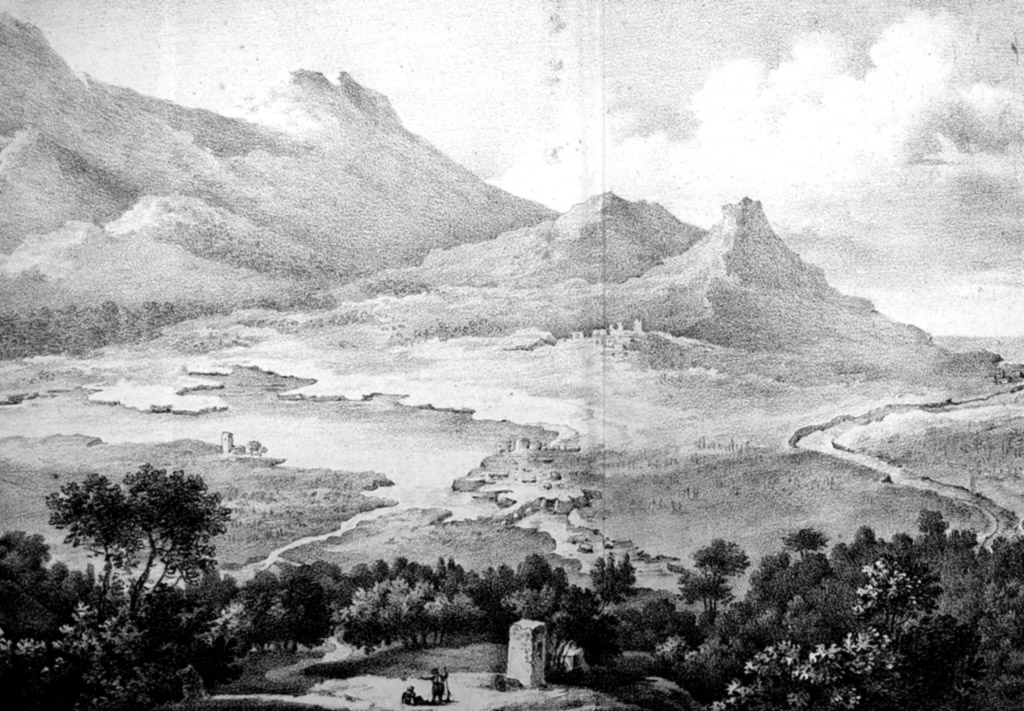
Overblijfselen geschetst door E. Cousinéry (1831)

Philippus van Macedonië vond de stad zo belangrijk, dat hij een speciale expeditie uitzond om ze te veroveren in 357 v.Chr.. Onder de Macedoniërs was Amphipolis een belangrijke militaire haven. Onder meer de grote admiraal Nearchos had er zijn uitvalsbasis.
Later kwam de stad in Romeinse handen. Van 168 tot 148 v.Chr. was het de hoofdstad van Macedonia Prima. De belangrijke Via Egnatia passeerde er. Tijdens het vroege keizerrijk was het paleis van de Romeinse propraetor er gevestigd. De christelijke apostel Paulus deed de stad aan op weg naar Thessaloniki (Hand. 17, 1).
Het oude Amphipolis werd verlaten in de 8e eeuw n.Chr.

## Bekende inwoners
- Demetrius van Amphipolis, leerling van Plato
- Zoïlus (400-320 v.Chr.), grammaticus en cynisch filosoof
- Pamphilus, schilder
- Aetion, beeldhouwer
- Filippus van Amphipolis, historicus
- Nearchos, admiraal
- Erigyius, generaal
- Damasias van Amphipolis, atleet
- Hermagoras van Amphipolis, stoïcijns filosoof

## Archeologie

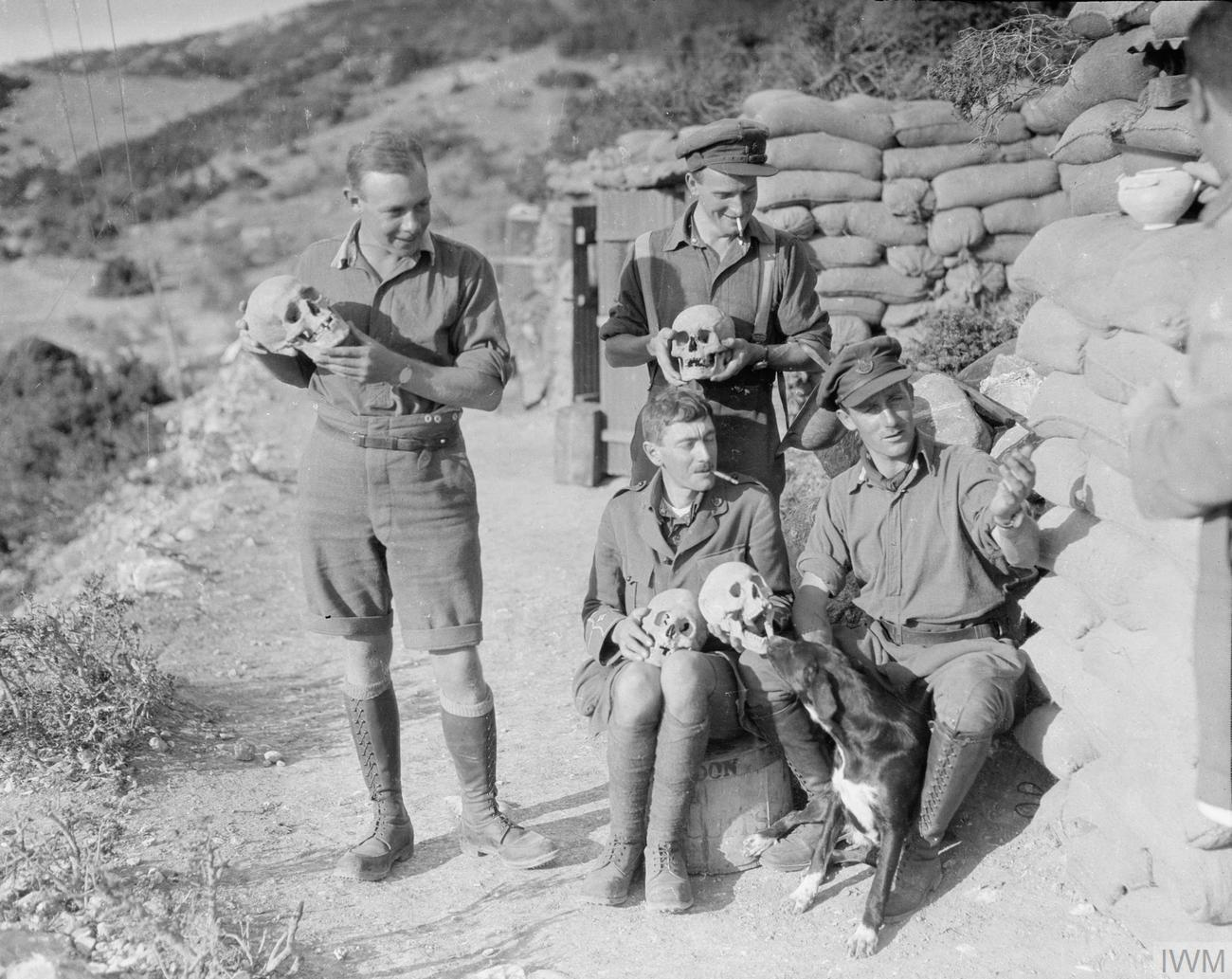
Britse soldaten poserend met opgegraven schedels (1916)

Sedert de jaren 20 worden er opgravingen verricht. Er zijn grafvelden aangetroffen en resten van een heiligdom gewijd aan Clio en van vroeg-christelijke basilieken.
In het tegenwoordige Amfipoli is een museum gevestigd waar de opgegraven schatten uit de oude stad zijn tentoongesteld.

### Kastatombe

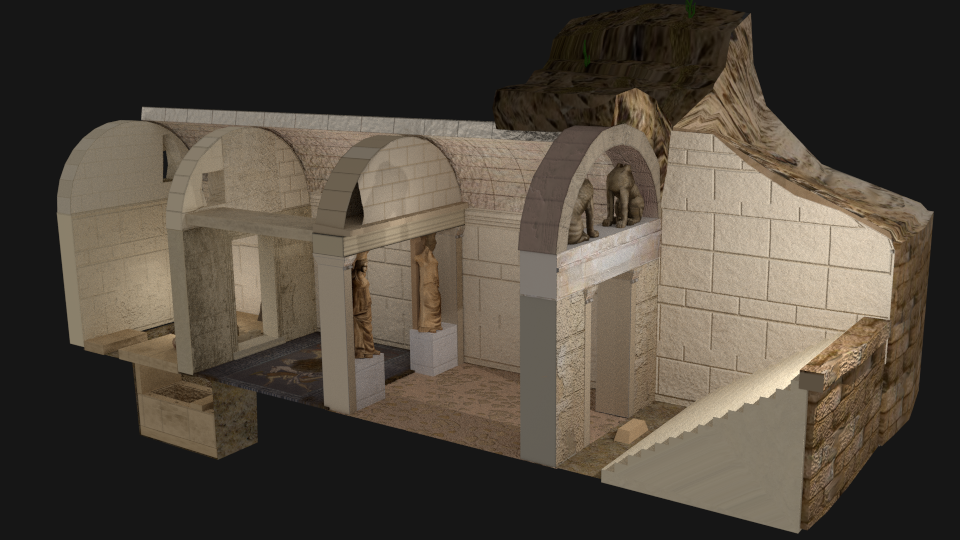
3D-weergave

In 2009 begonnen Griekse archeologen met opgravingen in een grafheuvel die uit een eerdere archeologische campagne (1965-85) bekendstond als de Kasta Graftombe (Τύμβος Καστά). Het is een tholosgraf dat zou dateren uit het laatste kwart van de 4e eeuw voor Christus, dus omstreeks de glorieperiode van het Macedonische rijk. Boven op de heuvel prijkte oorspronkelijk een vierkante structuur bekroond door een zittende leeuw.

#### Beschrijving
De grafheuvel is omgeven door een kolossale, getrapte muur (peribolos) van kalksteen bekleed met Thasisch marmer. Hij is drie meter hoog en heeft een omtrek van 497 meter. Het wordt geschat dat de tumulus enkele tientallen meter hoog kan zijn geweest. Het is in elk geval de grootste graftombe die ooit in Griekenland is blootgelegd, groter dan de koningsgraven die Manolis Andronikos in 1977 ontdekte in de Archeologische site van Aigai (waarvan hij er één toeschreef aan Philippus).
De site zou de handtekening dragen van Dinocrates, een bekende architect van Alexander de Grote. Voor het blootleggen van de ingang moest een verzegelingsmuur worden weggehaald. Van daaruit lopen dertien treden naar beneden. Het begin van de 4,5 meter brede toegangsweg (dromos) wordt gemarkeerd door een beschilderde Ionische poort. Erachter bevindt zich een tongewelftunnel bestaande uit drie achtereenvolgende kamers. Onder de boog boven de toegangspoort staan twee sfinxen met afgebroken hoofd en vleugels. In anticipatie op wat erachter zou worden gevonden, heeft de Griekse premier Andonis Samaras de site bezocht (12 augustus 2014). De archeologen moesten zich langzaam een weg banen doorheen de opeenvolgende kamers, die met zandgrond uit de rivier zijn opgevuld. Het is nog niet duidelijk of dit gebeurde om grafrovers weg te houden, dan wel omdat er verzakking begon op te treden. Het opvullen gebeurde door gaten bovenaan in de scheidingswanden. Bij het leeggraven moesten de archeologen instortingen door de druk van de opgehoopte aarde vermijden.

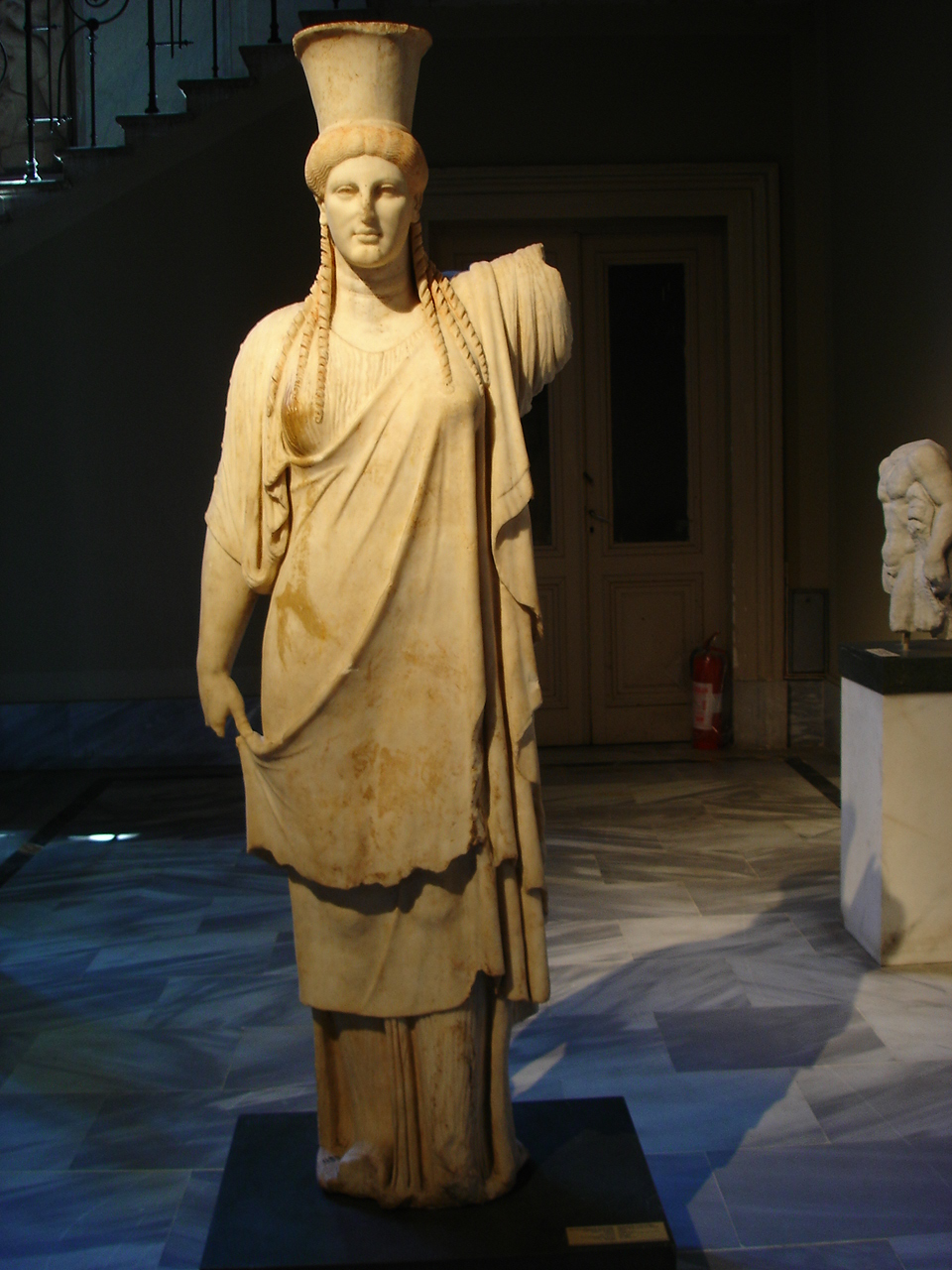
Kariatide van Tralles, wellicht gemodelleerd naar deze van Amphipolis

In de eerste kamer werd een mozaïekvloer aangetroffen van witte marmerstukjes in rode cement. Op 7 september werd de vondst van twee kariatiden aangekondigd, op sokkels naast de toegang tot de tweede kamer. De marmeren beelden zijn fijn geciseleerd (plooien van de chiton en himation, oorringen, gevlochten haar dat over de schouders valt, sandalen met verhoogde zolen) en houden elk één (afgebroken) arm opgeheven voor de doorgang. Ze dragen sporen van rode, blauwe en gele pigmenten. Van één kariatide ontbreekt het gezicht, maar mogelijk kan dit nog gereconstrueerd worden. Ontbrekende delen van armen en handen werden alvast teruggevonden in het zand. Vóór de levensgrote beelden staat een volgende verzegelingsmuur die ongeveer tot borsthoogte komt.

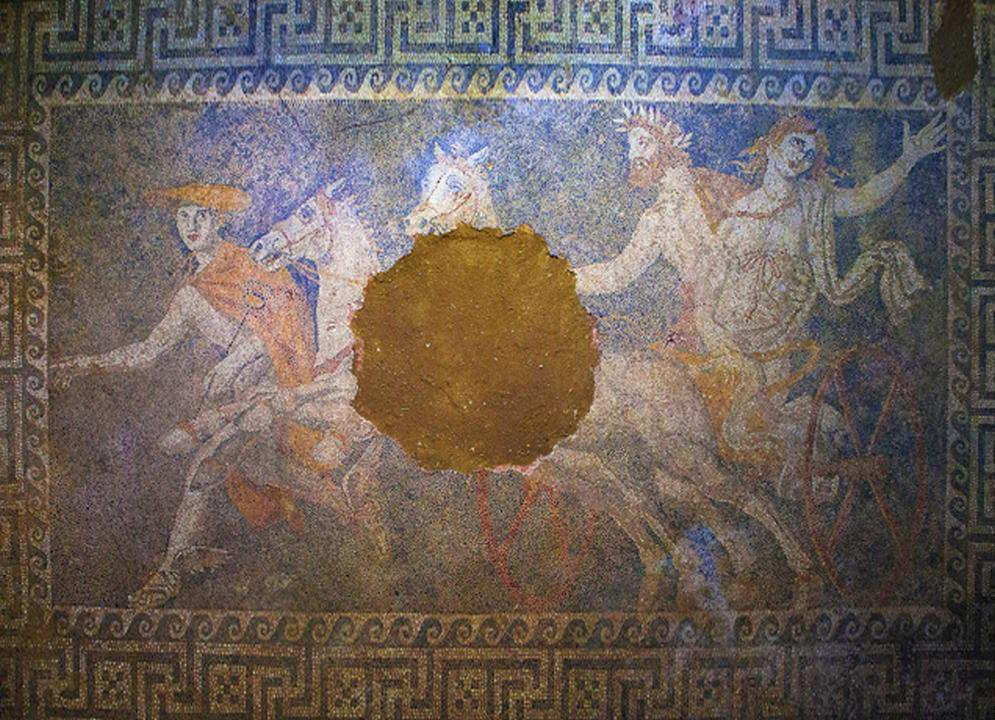
Ontvoering van Persephone

Erachter, in de tweede kamer, is een massief marmerblok aangetroffen waarop aan de onderzijde rozetten zijn geschilderd. Het ligt tegen de linkermuur 4,5 meter boven de grond. De vloer in deze kamer wordt volledig in beslag genomen door een figuratief mozaïek uit veelkleurige steentjes (4,5 meter op 3). Het is een prachtige weergave vol diepte van Persephone's ontvoering door Hades. Het paar is gezeten op een tweespan getrokken door schimmels. Hermes Psychopompos, herkenbaar aan zijn gevleugelde schoenen, petasos en staf, leidt hen naar de onderwereld. Hades, de bebaarde man met gouden laurierkrans, is nogal ongebruikelijk in profiel afgebeeld. Mogelijk kreeg hij de trekken van Alexanders vader en wilde men diens verloren rechteroog verbergen. Een zeer gelijkaardig tafereel is te vinden in de Grote Tumulus (het museum van de Archeologische site van Aigai op een wandschildering die enige decennia ouder is dan de tombe in Amphipolis. Rondom het mozaïek loopt een geometrisch meander. In het midden ontbreekt een cirkelvormig deel, dat mogelijk nog gereconstrueerd kan worden met de in het zand teruggevonden tesserae.
De doorgang naar de derde kamer is smaller: nauwelijks één meter breed. In deze kamer zijn de stoffelijke resten aangetroffen van zeker 5 personen. Ze waren begraven in een (weggerotte) houten kist, zelf geplaatst in een kalkstenen sarcofaag. Het merendeel van de botten behoort toe aan een vrouw die ten minste de leeftijd van 60 jaar heeft bereikt. Twee andere personen in het graf zijn een man van rond de 35 jaar, en een man van rond de 45 jaar oud. Van de eerste is komen vast te staan dat hij met geweld om het leven is gekomen: het skelet vertoonde sporen van snijwonden aan borstkas, zij, nek en sleutelbeen.

#### Functie
Gelet op de datering en de monumentaliteit van de tombe, bestond de verwachting dat er een belangrijke historische figuur uit Alexanders tijd begraven ligt. Aanvankelijk werd gedacht aan Roxane van Bactrië en haar zoon Alexander IV van Macedonië, respectievelijk de eerste vrouw en de postume zoon van Alexander de Grote. Diodoros van Sicilië beschreef hoe de 12-jarige en zijn moeder rond 311 v.Chr. vermoord werden door Kassander. Anderen denken aan een cenotaaf (leeg graf) voor Alexander de Grote. Dat Alexander zelf in Amphipolis begraven zou zijn, is onwaarschijnlijk aangezien antieke auteurs vermelden dat hij na tussenkomst van Ptolemaeus I Soter in Alexandrië ter aarde werd besteld. Ook Olympias, de moeder van Alexander de Grote, was een vaak geciteerde kandidate.

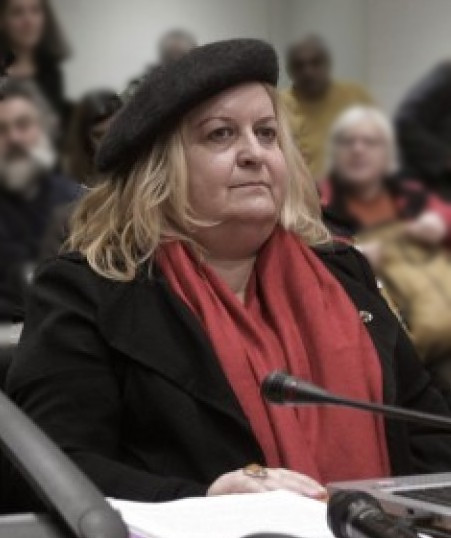
Katerina Peristeri, hoofd van het onderzoeksteam

In september 2015 presenteerde het onderzoeksteam zijn conclusies in de Aristotelesuniversiteit van Thessaloniki. Op basis van epigrafisch bewijs achten ze het waarschijnlijk dat het een monument was voor de verering van de vergoddelijkte held Hephaistion, generaal en boezemvriend van Alexander. Het zou in het laatste kwart van de 4e eeuw v.Chr. zijn afgewerkt onder de eenogige generaal Antigonos I Monophthalmos.
Ter ondersteuning van hun these worden inscripties aangehaald die zijn teruggevonden op marmerblokken afkomstig van het monument (de bewuste blokken bevonden zich zowel erbinnen als in de omgeving). Er zijn drie inscripties waarop het woord ΠΑΡΕΛΑΒΟΝ ("ontvangen") voorkomt, naast het monogram van Hephaestion. Dit zou de functie van opleveringscontract vervuld hebben (drie inscripties betekenen dan mogelijk drie bouwfasen). Ook de 25 cm hoge letters "ANT" zijn te lezen. Traditioneel is dit het monogram van de Antigoniden en in dit geval zou het dus meer specifiek verwijzen naar Antigonos I Monophthalmos. Samengenomen zouden de inscripties stellen dat Antigonos het Hephaistionmonument in ontvangst heeft genomen.
Dit betekent niet noodzakelijk dat de held er ook begraven ligt. Hij stierf in Ecbatana en werd waarschijnlijk gecremeerd in Babylon. In elk geval begeleidde Perdiccas het lichaam van Hephaistion naar Babylon, maar Alexanders somptueuze plannen zouden niet of niet volledig zijn doorgegaan. Zijn intenties en de betrokkenheid van Dinocrates zijn vermeld door Plutarchus. Er is veel gespeculeerd over de precieze toedracht van die plannen en wat ervan terecht is gekomen. Volgens de onderzoekers gaf Alexander de opdracht om meerdere Heroöns te bouwen voor Hephaistion, waaronder één te Ecbatana (zijn sterfplaats) en één te Amphipolis (van waar de Aziëvloot was vertrokken onder zijn admiraalschap). Als het effectief Antigonos was die het monument voltooide, dan wijst dit op het gezag dat een wens van de dode Alexander nog afdwong. Amphipolis lag immers buiten Antigonos' machtsgebied en Hephaistion was niet bepaald populair bij de andere bevelhebbers.
Op een niet nader bekend tijdstip is het monument ontwijd en geplunderd. Wie er later begraven werd, is evenmin duidelijk. Volgens de onderzoekers fungeerde het monument alleszins nog tot in de Romeinse tijd als cultusplaats, zij het wellicht met een andere functie. Nadien is het onbruikbaar gemaakt door de dromos op te vullen met grond.

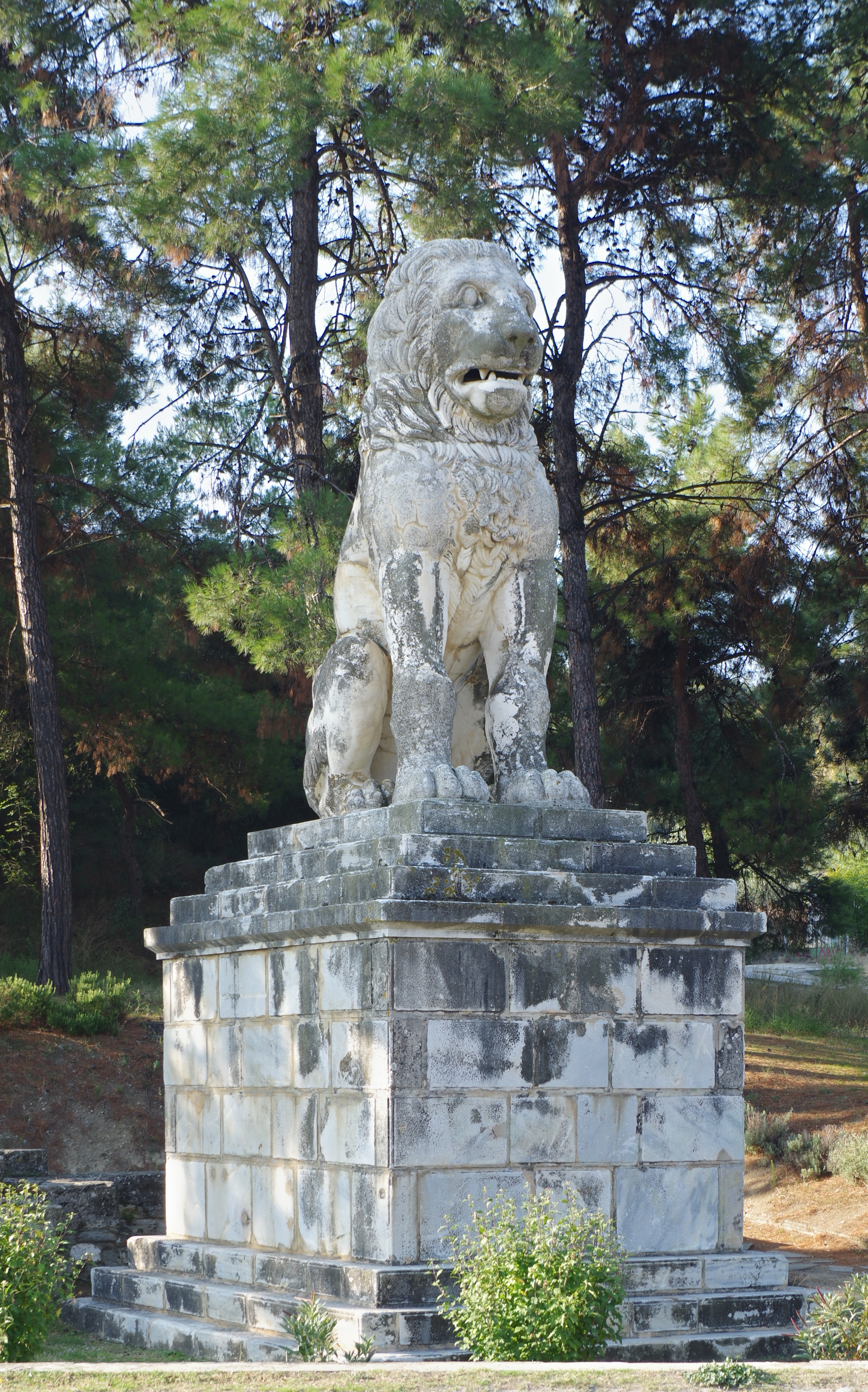
Leeuw die op de tumulus stond.

#### Bescherming
De fel gemediatiseerde site wordt permanent bewaakt en is ook beschermd tegen de natuurelementen. De Griekse overheid is al bezig met het voorbereiden van een aanvraag om de tombe te laten erkennen als Unesco Werelderfgoed.

### Leeuw
De Romeinen zouden in de 2e eeuw n.Chr. een deel van de steenblokken uit de tombe gebruikt hebben om de rivieroevers te versterken. Bij die gelegenheid zou de vijf meter hoge leeuw in de Strymonrivier zijn gedumpt. Hij werd er in elk geval uit opgevist in de jaren 10. Na een mislukte poging van Britse soldaten om hem het land uit te smokkelen (1916), werd hij opgesteld aan de oever.
De leeuw was verbonden met het monument van Hephaistion en komt ook terug in het equivalent te Ecbatana. In de reconstructie van Michaelis Lefantzis, de architect van het Griekse onderzoeksteam, stond hij boven op de tumulus en was hij met een houten balk verankerd.

## Verder lezen
- (fr)  N. Zikos (1989), Amphipolis paléochrétienne et byzantine
- (en)  A. Dunn (1992), "From Polis to Kastron in Southern Macedonia: Amphipolis, Khrysoupolis, and the Strymon Delta", in: Archéologie des espaces agraires méditerranéens au Moyen Âge, p. 399-413